# Burger Ranch
Burger Ranch (en hébreu: בורגראנץ) est l'une des trois plus grandes chaines de restauration rapide en Israël, avec McDonald's et Burger King.

## Profil de la société
En 2006, Burger Ranch possède 69 restaurants et emploie plus de 1500 employés, directement ou dans ses restaurants franchisés, à comparer aux 80 restaurants de McDonald's en Israël.
Créé par des sud-africains, Burger ranch a ouvert ses deux premiers restaurants à Tel Aviv (rue Ben-Yehouda et rue Ibn Gevirol) en 1972 et 1978 puis a rapidement poursuivi sa croissance et est resté le leader du marché israélien (à côté de la petite chaine MacDavid qui ne possède plus en 2005 que 4 restaurants) jusqu'à l'arrivée de McDonald's en 1993. La chaine Burger King, qui tenta d'abord de s'imposer en franchisant tous les Burger Ranch puis en ouvrant 60 restaurants, a finalement échoué sur le marché israélien. L'actionnariat de Burger Ranch a beaucoup évolué jusqu'en 2001 avec l'acquisition complète par le groupe Paz.

## Cacheroute
Tous les ingrédients utilisés dans les hamburgers de Burger Ranch sont cashers mais seulement quelques-uns des restaurants de la chaine sont certifiés cashers, notamment en raison de la question de l'ouverture des restaurants le jour du shabbat.
La politique de la chaine est de ne pas vendre de sandwich mélangeant produits laitiers et carnés, ni des viandes non cachères, ni des fruits de mer.
Deux restaurants Burger Ranch sont certifiés strictement Glatt Kosher en 2006, l'un à Bnei Brak et l'autre à Jérusalem.
Pendant Pessa'h, certains restaurants de la chaine proposent des pains spéciaux pour suivre les lois alimentaires de la fête.